# كيني دينارد
كيني دينارد (بالإنجليزية: Kenny Dennard)‏ مواليد 18 أكتوبر 1958 في وينستون-سالم، هو لاعب كرة سلة أمريكي معتزل. تم اختياره من قبل فريق سكرامنتو كينغز خلال الدرافت. يبلغ طوله 6 قدم 8 بوصة (2.0 م). لعب مع سكرامنتو كينغز ودنفر ناغتس.

## روابط خارجية
- كيني دينارد على موقع إن بي أي (الإنجليزية)
- كيني دينارد على موقع سبورتس رفرنس (الإنجليزية)
- كيني دينارد على موقع كلية كرة السلة في سبورتس رفرنس.كوم (الإنجليزية)
- كيني دينارد على موقع ريلجم (الإنجليزية)
- كيني دينارد على موقع بروبوليرز (الإنجليزية)